# Veselîi Step, Romnî
Veselîi Step (în ucraineană Веселий Степ) este un sat în comuna Bilovod din raionul Romnî, regiunea Sumî, Ucraina.

## Demografie
Componența lingvistică a localității Veselîi Step
     Ucraineană (100%)
Conform recensământului din 2001, toată populația localității Veselîi Step era vorbitoare de ucraineană (100%).